# Theodor Puff
Theodor „Theo“ Puff (* 21. November 1927; † 8. Mai 1999) war ein deutscher Fußballspieler, der für die saarländische Nationalmannschaft 12 Länderspiele bestritt.

## Karriere

### Verein
Zwischen 1946 und 1960 bestritt Puff 255 Spiele für den 1. FC Saarbrücken, in denen er zehn Tore erzielte. Zweimal wurde er Meister der Oberliga Südwest.
Am 22. Juni 1952 unterlag er mit dem 1. FCS im Finale um die deutsche Fußballmeisterschaft gegen den VfB Stuttgart mit 2:3. In diesem Spiel verletzte sich der Saarbrücker Torhüter Erwin Strempel ca. 25 Minuten vor Schluss. Da nicht ausgewechselt werden konnte, ging Puff für die verbleibende Spielzeit ins Tor.
Im Europapokal der Landesmeister traf der 1. FCS 1955 als Vertreter des Saarlandes in der ersten Runde auf den AC Mailand. Nachdem das Hinspiel im Stadion San Siro sensationell mit 4:3 gewonnen worden war, unterlag man im Rückspiel vor heimischer Kulisse mit 1:4 und schied aus. Puff unterlief beim Spielstand von 1:1 in der 75. Spielminute ein Eigentor.

### Nationalmannschaft
Puff bestritt zwischen 1950 und 1956 zwölf A-Länderspiele für das Saarland, darunter drei von vier Qualifikationsspielen für die Weltmeisterschaft 1954 gegen die Auswahlmannschaften Norwegens und Deutschlands.
Für die B-Nationalmannschaft bestritt er das am 1. Mai 1955 im Neunkircher Ellenfeldstadion mit 4:2 gegen die B-Auswahl der Niederlande gewonnene Länderspiel.